# Christina Gilli-Brügger
Christina Gilli-Brügger (ur. 3 lipca 1956 w Herlisbergu) – szwajcarska biegaczka narciarska, zawodniczka klubu SC Alpina.

## Kariera
W Pucharze Świata zadebiutowała 9 lutego 1984 roku w Sarajewie, zajmując 20. miejsce w biegu na 10 km. Tym samym już w swoim debiucie zdobyła pierwsze pucharowe punkty. Nigdy nie stanęła na podium zawodów tego cyklu, najlepszy wynik osiągając 20 grudnia 1986 roku w Cogne i 17 marca 1988 roku w Oslo, zajmując dziewiąte miejsce odpowiednio w biegach na 20 km na stylem dowolnym i 30 km techniką klasyczną. Najlepsze wyniki osiągnęła w sezonie 1987/1988, kiedy zajęła 21. miejsce w klasyfikacji generalnej.
W 1984 roku wzięła udział w igrzyskach olimpijskich w Sarajewie, gdzie była między innymi dwudziesta w biegu na 10 km i szósta w sztafecie. Na rozgrywanych cztery lata później igrzyskach w Calgary była czwarta w sztafecie i biegu na 20 km stylem dowolnym. Wystąpiła też na mistrzostwach świata w Oberstdorfie w 1987 roku, gdzie jej najlepszym wynikiem było piąte miejsce na dystansie 20 km stylem dowolnym.

## Osiągnięcia

### Igrzyska olimpijskie
| Miejsce | Dzień     | Rok  | Miejscowość | Konkurencja             | Czas biegu | Strata  | Zwyciężczyni           |
| ------- | --------- | ---- | ----------- | ----------------------- | ---------- | ------- | ---------------------- |
| 20.     | 9 lutego  | 1984 | Sarajewo    | 10 km stylem klasycznym | 31:44,2    | +2:33,6 | Marja-Lisa Hämälainen  |
| 35.     | 12 lutego | 1984 | Sarajewo    | 5 km stylem klasycznym  | 17:04,0    | +1:52,2 | Marja-Lisa Hämälainen  |
| 6.      | 15 lutego | 1984 | Sarajewo    | Sztafeta 4 × 5 km       | 1:06:49,7  | +2:50,6 | Norwegia               |
| DNS     | 18 lutego | 1984 | Sarajewo    | 20 km stylem klasycznym | 1:01:45,0  | -       | Marja-Liisa Hämäläinen |
| 18.     | 14 lutego | 1988 | Calgary     | 10 km stylem klasycznym | 30:08,3    | +1:29,1 | Vida Vencienė          |
| 15.     | 17 lutego | 1988 | Calgary     | 5 km stylem klasycznym  | 15:04,0    | +40,5   | Marjo Matikainen       |
| 4.      | 21 lutego | 1988 | Calgary     | Sztafeta 4 × 5 km       | 59:51,1    | +2:08,3 | ZSRR                   |
| 4.      | 25 lutego | 1988 | Calgary     | 20 km stylem dowolnym   | 55:33,6    | +1:43,8 | Tamara Tichonowa       |

### Mistrzostwa świata
| Miejsce | Dzień     | Rok  | Miejscowość | Konkurencja             | Czas biegu | Strata  | Zwyciężczyni        |
| ------- | --------- | ---- | ----------- | ----------------------- | ---------- | ------- | ------------------- |
| 16.     | 13 lutego | 1987 | Oberstdorf  | 10 km stylem klasycznym | 31:49,5    | +2:10,1 | Anne Jahren         |
| 8.      | 18 lutego | 1987 | Oberstdorf  | Sztafeta 4 × 5 km       | 58:08,8    | +2:26,8 | ZSRR                |
| 5.      | 20 lutego | 1987 | Oberstdorf  | 20 km stylem dowolnym   | 57:20,5    | +1:18,3 | Marie-Helene Westin |

### Puchar Świata

#### Miejsca w klasyfikacji generalnej
- sezon 1983/1984: 60.
- sezon 1984/1985: 27.
- sezon 1985/1986: 44.
- sezon 1986/1987: 24.
- sezon 1987/1988: 21.

#### Miejsca na podium
Gilli-Brügger nigdy nie stanęła na podium zawodów PŚ.